# Sylviornis neocaledoniae
Il du (Sylviornis neocaledoniae) è un uccello pangalliforme vissuto in Nuova Caledonia fino a circa 1500 anni fa, conosciuto anche con il nome (non corretto) di megapode gigante della Nuova Caledonia.

## Un gigantesco uccello misterioso
Tecnicamente, il termine megapode non è corretto perché recentemente alcuni resti subfossili hanno mostrato che questo uccello estinto non era un megapodide, ma faceva parte di una famiglia a sé stante, quella dei silviornitidi (Sylviornithidae), con caratteristiche peculiari. Al tempo della sua descrizione scientifica, avvenuta nel 1980, il du era creduto appartenere ai ratiti. Nonostante nessun esemplare vivente sia mai pervenuto agli scienziati, il du è conosciuto attraverso molte centinaia di ossa subfossili trovate nei depositi dell'Olocene della Nuova Caledonia e della vicina Île des Pins. Nella tradizione orale del popolo Kanak è sempre stato presente un grande uccello non volatore, conosciuto, appunto, come "du". Le ossa, quindi, sono state attribuite a questo animale misterioso.

## Un "elmo" a cinque punte
Il du era un grande uccello non volatore, lungo almeno un metro e settanta e pesante circa 30 chilogrammi. Possedeva un grande cranio pesante, compresso lateralmente e sormontato da un "elmo" osseo. Secondo la tradizione locale, questo elmo era ricoperto in vita da una cresta a cinque punte di un vivace rosso acceso. Le zampe erano piuttosto corte, ma dotate di forti dita con artigli allungati. Lo scheletro possiede una quantità di particolarità che lo distinguono da quello di ogni altro uccello. Ad esempio, le clavicole non erano fuse a formare la furcula (od osso dei desideri), mentre il numero di vertebre caudali era piuttosto elevato. La cassa toracica e la pelvi, inoltre, hanno chiare reminiscenze dinosauriane. Le ali erano ridotte a minuscoli abbozzi.

## Incubatrici naturali di 50 metri
Una grande proporzione (fino a 50% in alcuni depositi) dei resti trovati appartiene ad animali giovani. È stato teorizzato, quindi, che il du deponesse dalle due alle dieci uova, e che la vita media di questi uccelli si aggirasse sui 5-7 anni, un periodo estremamente basso per un uccello di questo tipo. Apparentemente, questo uccello non covava le sue uova, ma costruiva delle "montagne" di materiale in modo simile a quello dei megapodi. Alcuni tumuli rinvenuti sull'Île des Pins, inizialmente ritenuti essere tombe, non contenevano resti umani. Si è ipotizzato quindi che questi tumuli fossero l'"incubatrice naturale" del du. Dal momento che queste strutture sono alte anche cinque metri e ampie 50, nonostante siano passati quattromila anni, sembrano davvero troppo grandi per essere state fatte dai veri megapodi estinti della Nuova Caledonia.

## Stile di vita

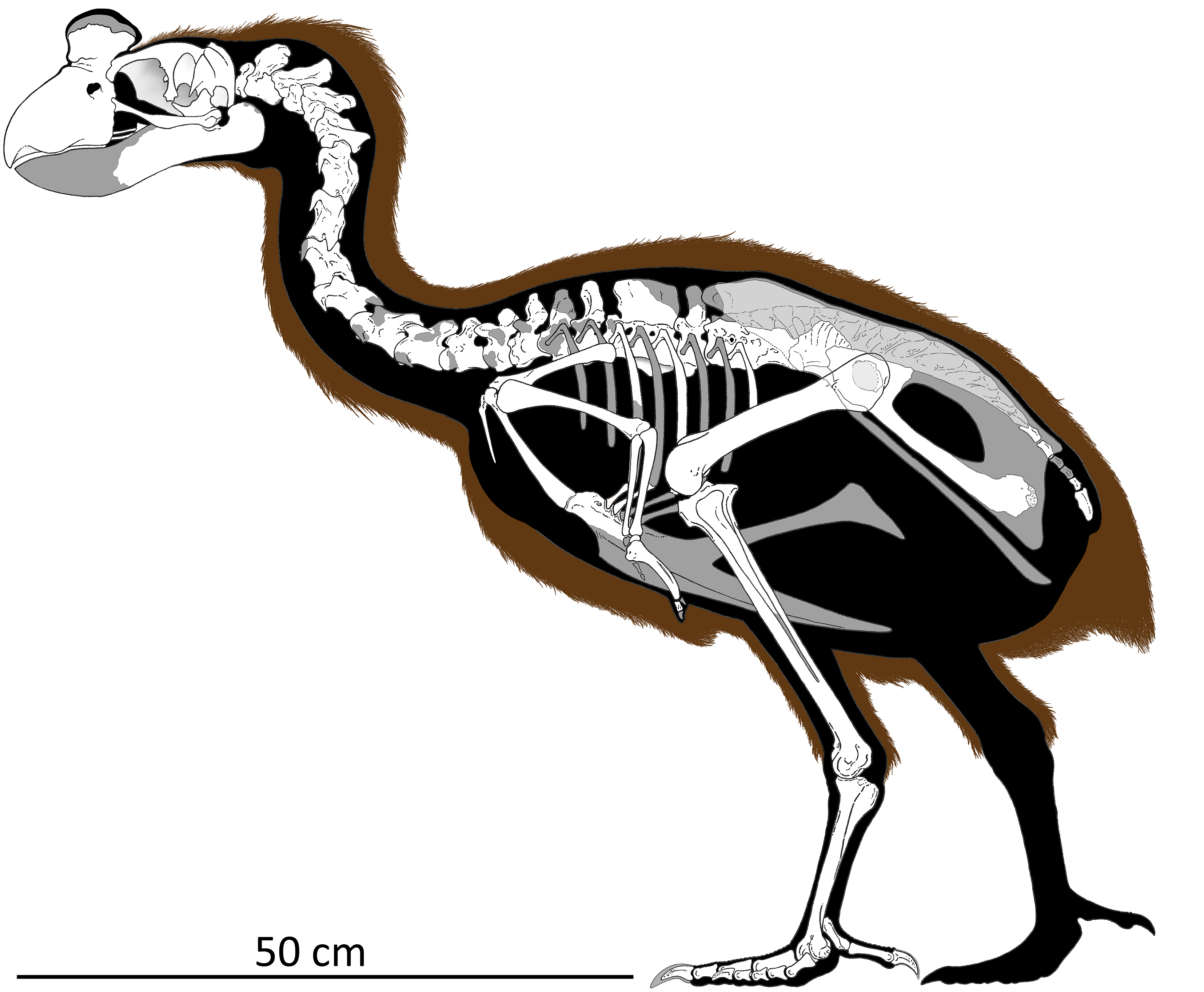
Ricostruzione dello scheletro di Sylviornis neocaledoniae

Poco può essere detto a proposito dello stile di vita del du. Probabilmente questo gigantesco uccello era un brucatore dai movimenti lenti, e la struttura del becco e delle zampe indicano che si nutriva di tuberi e radici, che dissotterrava e che andavano a formare gran parte della sua dieta.

## Estinzione
Il du fu cacciato fino alla sua estinzione dai Lapita, antenati del popolo Kanak, che si stabilirono in Nuova Caledonia circa 3.500 anni fa. La predazione da parte di cani selvatici e di maiali, poi, potrebbe aver fatto il resto. Il ricordo del du persiste nella tradizione orale dei Kanak, sotto forma di storie che danno una descrizione dell'uccello e dei suoi costumi.